# Ratatosk

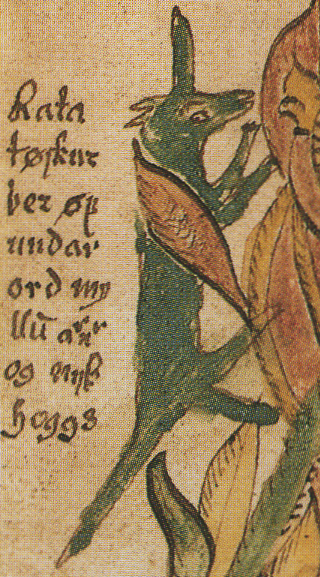
Tekst obok rysunku zwierzęcia to Rata / tøskur / ber øf / undar / ord my / llū a^{r}n^{r} / og nyd / hoggs

Ratatosk, Ratatoskr – w mitologii nordyckiej wiewiórka, która biega po drzewie Yggdrasil, przenosząc wiadomości pomiędzy orłem siedzącym na szczycie drzewa i wężem Níðhöggr, który przebywa pod jednym z trzech korzeni drzewa, wywołując między nimi konflikty. Ratatosk przynosi również deszcz, wodę i śnieg. Reprezentuje szybkość i psotę.
Ratatosk był jednym z mitycznych zwierząt obgryzających Yggdrasil (oprócz wiewiórki obgryzał je wąż Níðhöggr oraz cztery jelenie: Dáinn, Dvalinn, Duneyrr i Duraþrór), przez co boki drzewa nieustannie gniły; w ten sposób drzewo będące żywicielem świata i źródłem schronienia dla zamieszkiwanych przez siebie zwierząt również musiało znosić udręki i próby z powodu tych samych stworzeń.
Ratatosk jest wymieniony w Eddzie Starszej, opracowanej w XIII wieku z wcześniejszych, tradycyjnych źródeł, oraz w Eddzie Młodszej, napisanej w XIII wieku przez Snorriego Sturlusona.

## Etymologia
Nazwa „Ratatoskr” zawiera dwa elementy: -rata- i -toskr. Element toskr zwykle uznaje się za znaczący tyle co „kieł”. Według teorii Guðbrandura Vigfússona -rati oznacza „podróżnik”, a nazwa legendarnego świdra Rati może pochodzić od tego samego terminu. Według Vigfússona, Ratatosk znaczy tyle co „kieł-podróżnik” lub „wspinacz-kieł”. 
Według Sophusa Bugge, Ratatosk może być zapożyczeniem z języka staroangielskiego oznaczające tyle co „Szczurozęby” lub „Szczur-ząb”, jednak jego teoria nie prezentuje się wiarygodnie w świetle faktu, że element -toskr nie pojawia się nigdzie indziej w staronordyckim. Bugge zaproponował, że element -toskr jest przekształceniem staroangielskiego słowa tūsc (starofryzyjski – tusk), a element -rata odnosi się do staroangielskiego słowa ræt („szczur”).
Anna Kozłowska-Ryś i Leszek Ryś tłumaczą Ratatosk ze staroislandzkiego jako „gryzący ząb”.

## Teorie
Richard W. Thorington Jr. i Katie Ferrell teoretyzują, że rola Ratatosku prawdopodobnie wywodzi się  ze zwyczaju europejskich wiewiórek (Sciurus vulgaris) polegającego na wydawaniu alarmującego krzyku w odpowiedzi na niebezpieczeństwo, co mogło być interpretowane jak wiewiórka wygłaszająca nieprzyjemne uwagi na czyjś temat.
John Lindow twierdzi, że w sagach postaci, które podżegają lub pomagają utrzymywać spory poprzez przekazywanie złośliwych słów rzadko są osobami o wysokim statusie, co może tłumaczyć przypisanie takiej roli w mitologii wiewiórce, relatywnie nieistotnemu zwierzęciu.
Hilda Ellis Davidson opisując Ygdrassil zwraca uwagę, że Ratatosk obgryzając je posuwa naprzód cykl destrukcji i odrodzenia, przez co symbolizuje ono wiecznie zmieniającą się egzystencję.